# Flint River (Apalachicola River)
Der Flint River ist ein etwa 240 Kilometer langer Fluss im Bundesstaat Georgia im Südosten der Vereinigten Staaten von Amerika. Er hat ein Einzugsgebiet von rund 22.500 Quadratkilometern im Westen Georgias. Er fließt aus dem Piedmont-Region südlich Atlantas in die Feuchtgebiete der Küstenregion des Staates. Gemeinsam mit dem Apalachicola und dem Chattahoochee River bildet der Flint River das Einzugsgebiet des sogenannten ACF-Flusssystems.

## Verlauf
Der Flint River entspringt im südlichen Fulton County am Rande der Metropolregion Atlantas und verläuft zunächst unterirdisch unterhalb der Lande- und Startbahnen des Hartsfield-Jackson Atlanta International Airports. An der Oberfläche fließt der Flint in südlicher Richtung durch das ländliche Georgia und durchquert dabei den Sprewell Bluff State Park. Weiter flussabwärts passiert er das historische Gefängnis aus dem Sezessionskrieg in Anderson (Andersonville National Historic Site). Im südwestlichen Georgia wird der Flint River oberhalb Albanys zum Lake Blackshear gestaut, danach fließt er durch die Innenstadt Albanys, der größten Stadt am Flusslauf. Weitere Zuflüsse des Flint River sind der Kinchafoonee Creek und der Ichawaynochaway Creek, der in Mitchell County in den Flint mündet. Bei Bainbridge mündet er gemeinsam mit dem Chattahoochee River in den Lake Seminole, einem durch den „Jim Woodruff Damm“ gebildeten Stausee unweit der Grenze zu Florida. Der Apalachicola verlässt den See in südlicher Richtung und mündet schließlich in den Golf von Mexiko.
Bis zum Bau des Jim Woodruff Damms war der Flint River bis Bainbridge schiffbar. Heute ist der Fluss wegen seines nicht vom Menschen veränderten Verlaufs oberhalb des Lake Blackshear eine Seltenheit unter den amerikanischen Flüssen. Der Flint River ist einer von nur 40 Flüssen des Landes, der über 300 Kilometer weit unverbaut und ungestaut verläuft. In den 1970ern plante das U.S. Army Corps of Engineers den Bau eines weiteren Damms bei Spreewell Bluff in Upson County. Der damalige Gouverneur des Staates Jimmy Carter verhinderte dieses Projekt. Seine Heimatstadt Plains liegt unweit des natürlichen Verlaufs des Flint River.

## Natur und Umwelt
Der Fluss wird in drei wesentliche Abschnitte eingeteilt, im oberen Teil des Flusslaufs in den Red Hills des Piedmont fließt er durch einen tief ausgewachsenen Kanal in kristallinem Gestein. Südlich der Fall Line unweit Culloden verbreitert sich der Flint River und wird zu einer von Wäldern und Sümpfen gesäumten Flussaue. Unterhalb des Lake Blackshear verändert sich der Fluss ein weiteres Mal und fließt durch ein schmales Bett aus Kalkstein oberhalb der grundwasserleitenden Schicht, die aus Florida in das südliche Georgia hineinreicht.
In der Geschichte des Flint Rivers kam es häufig zu Überschwemmungen. 1994 während der durch den tropischen Sturm Alberto verursachten Überflutungen, kam es am Flint River zu der bislang schwersten Naturkatastrophe des Staates. 23.000 Menschen aus Albany mussten wegen des Hochwassers evakuiert werden, die Interstate 75 wurde vollgesperrt und die Albany State University stand unter Wasser. Das Wasser drückte teilweise Särge aus der Erde und hinterließ diese bei Rückgang des Hochwassers zusammen mit ertrunkenen Kühen und Vieh in den Bäumen entlang des Flusslaufs. Andere bedeutende Überschwemmungen fanden 1841 und 1925 statt.
Im Januar 2002 kam es während eines Wintersturms zu einer Leckage im Flughafen. Dabei gelangte Enteisungsmittel in den Fluss. Zwar wurde niemand durch das Mittel geschädigt, das über den Fluss auch in das Trinkwasser gelangte, aber der Flughafen unternahm einige Anstrengungen um das Problem in der Zukunft zu vermeiden.